# انتوني بيليسير

هاري أنتوني كومبتون بيليسير (27 يوليو 1912 – 2 أبريل 1988) ممثل انجليزي وكاتب سيناريو ومنتج ومخرج.

## سيرة ذاتية
ولد بيليسير في بارنت كما انه ينحدر من عائلة تعمل في مجال المسرح. وكان والداه منتجي مسارح اتش جي بيليسير (كلاهما قدما عمل بيليسيرز فولز) بالإضافة إلى الممثلة المتميزة فاي كومبتون. كما ان عمه كومبتون ماكنزي هو كاتب رواية ويسكي قلور.
بدأ بيليسير التمثيل في عام 1930 . وبرز في عام 1935 وعام 1936 من خلال جولة مسرحية تونايت ات 8.30 لنويل كاورد وتم عرض المسرحية في بريطانيا وبرادواي. كما انه شارك في المسرحية المسويقية الساخرة لكاورد (1939) وبدأ بالكتابة في عام 1937 والإخراج في عام 1949. وايضا كان الكاتب والمخرج لأربع أفلام شهيرة وهي: ذا هيستوري اوف مستر بولي (1949) وذا روكينق هورس وينر (1950) ونايت ويذاوت ستارز (1951) وبيرسونال افير من بطولة جين تيرني وبقلم ليزي ستورم. وايضاً قام بإخراج اينكور (1951).. بالإضافة إلى ذلك فإنه قد قام بإخراج سخرية ايلينغ على شاشة التلفاز ببرنامج مييت مستر لوسفير (1953). وبعد ذلك ترأس وحدة الإنتاج التجريبي في قناة بي بي سي.

### حياته الشخصية
تزوج بيليسير اربع مرات:
- بينيلوبي دادلي-وارد (م. تزوجا في 29 ديسمبر عام 1939 –تطلقا في عام 1944) رزق الزوجان بطفلة واحده وهي الممثلة ترايسي رييد (1942 - 2012).

مارغريت أي هايدي (تزوجا عام 1945) وقد شاركها في الإنتاج ورزق منها بطفلتان تدعيان هاريت (ولدت عام 1945) وماري لويس (ولدت عام 1949). الممثلة مونيكا قري (تزوجا في فرنسا) ورزق منها بصبي ويدعي جوي بيليسير (ولد عام 1963).الممثلة أورسولا هاولز (تزوجا عام 1968 واستمر الزواج حتى شهر أبريل يوم 2 من عام 1988). توفي بيليسير في إيستبورن عام 1988 عن عمر يناهز 75 سنة.

## أعماله
- بيرفيكت سترينجر (1945) (كتابه)
- ذا هيستوري اوف مستر بولي (1949) (كتابة واخراج)
- ذا روكينق هورس وينر (1950) (كتابة واخراج)
- نايت ويذاوت ستارز (1951) (كتابة واخراج)
- اينكور (1951) (إخراج)
- بيرسونال افير (1953) (إخراج)

## روابط خارجية
- انتوني بيليسير على موقع IMDb (الإنجليزية)
- انتوني بيليسير على موقع أول موفي (الإنجليزية)
- انتوني بيليسير على موقع قاعدة بيانات برودواي على الإنترنت (الإنجليزية)
- انتوني بيليسير على موقع قاعدة بيانات الأفلام السويدية (السويدية)
- انتوني بيليسير على موقع قاعدة بيانات الفيلم (الإنجليزية)
- انتوني بيليسير على موقع كينوبويسك (الروسية)